# 超人與露易絲 (第二季)
美國超級英雄類型的電視劇《超人與露易絲》第二季於2022年1月11日在CW電視網首播，2022年6月21日完結。故事改編自DC漫畫的相關角色「超人」克拉克·肯特和露易絲·蓮恩。故事背景原本設定於綠箭宇宙，與該系列其他影集處於同一架空世界和共同世界，但之後從第二季開始更改為其他地球，編號為Earth-TUD25。本季由貝蘭提製片公司、華納兄弟電視公司和DC娛樂聯合製作，托德·赫爾賓回歸擔當節目統籌。
2021年3月，CW電視網宣佈預訂第二季。泰勒·霍奇林和伊麗莎白·圖諾克分別回歸出演標題角色超級英雄「超人」克拉克·肯特和記者露易絲·蓮恩。喬丹·艾爾薩斯和亞歷克斯·加芬分別回歸出演克拉克和露易絲的兒子喬納森和喬丹。艾瑞克·瓦爾迪茲回歸出演凱爾·庫欣。因德·納瓦雷特回歸出演莎拉·庫欣。沃爾·帕克斯回歸出演「鋼人」約翰·亨利·艾朗。埃曼紐爾·施萊琪回歸出演拉娜·朗·庫欣。泰勒·巴克和蘇菲亞·哈斯米克被提升為常設主演，分別出演娜塔莉·艾朗和克莉絲·貝波。迪倫·沃爾什回歸出演露易絲的父親塞繆爾·蓮恩。珍娜·戴溫回歸出演露易絲的妹妹露西·蓮恩，她此前在電視劇《女超人》中出演該角色。本季的主體拍攝於2021年9月中旬在加拿大英屬哥倫比亞省的溫哥華開機，計劃於2022年5月殺青。
2022年3月，CW電視網宣佈預訂第三季。

## 集數
| 總集數 | 集數 （季） | 標題                 | 導演                         | 編劇                             | 上線日期      | 製作 代碼 | 美國收視人數 （百萬） |
| ------ | ----------- | -------------------- | ---------------------------- | -------------------------------- | ------------- | --------- | --------------------- |
| 16     | 1           | 危機四伏             | 格雷戈里·史密斯              | 布蘭特·佛萊奇＆托德·赫爾賓       | 2022年1月11日 | T13.23251 | 1.090                 |
| 17     | 2           | 親情紐帶             | 大衛·拉姆西                  | 克里斯蒂·科澤克＆麥可·納杜奇     | 2022年1月18日 | T13.23252 | 1.099                 |
| 18     | 3           | 礦井裡的怪物         | 格雷戈里·史密斯              | 凱蒂·艾爾德林＆朱莉安娜·詹姆斯   | 2022年1月25日 | T13.23253 | 0.904                 |
| 19     | 4           | 逆變方法             | 梅麗莎·希基                  | 傑·賈米森＆安德魯·N·黃           | 2022年2月1日  | T13.23254 | 0.781                 |
| 20     | 5           | 女大十八變           | 戴安娜·瓦倫丁                | 蕾娜·米穆恩＆亞當·馬林格         | 2022年2月22日 | T13.23255 | 0.791                 |
| 21     | 6           | 久經考驗             | 艾米·喬·強森                 | 麥斯·克倫尼克＆派翠克·巴頓·萊希  | 2022年3月1日  | T13.23256 | 0.761                 |
| 22     | 7           | 反英雄               | 伊麗莎白·韓斯翠奇            | 馬克斯·坎寧安＆麥可·納杜奇       | 2022年3月8日  | T13.23257 | 0.773                 |
| 23     | 8           | 進入虛無             | 薩茲·蘇德蘭和格雷戈里·史密斯 | 朱莉安娜·詹姆斯＆克里斯蒂·科澤克 | 2022年3月22日 | T13.23258 | 0.797                 |
| 24     | 9           | 三十天三十夜         | 伊恩·薩摩伊                  | 凱蒂·艾爾德林＆傑·賈米森         | 2022年3月29日 | T13.23259 | 0.681                 |
| 25     | 10          | 比扎羅世界中的比扎羅 | 路易斯·肖·米利托             | 布蘭特·佛萊奇＆托德·赫爾賓       | 2022年4月26日 | T13.23260 | 0.831                 |
| 26     | 11          | 真相和後果           | 大衛·拉姆西                  | 安德魯·N·黃                      | 2022年5月3日  | T13.23261 | 0.73                  |
| 27     | 12          | 謊言的束縛           | 大衛·馬赫茂迪                | 蕾娜·米穆恩                      | 2022年5月31日 | T13.23262 | 0.71                  |
| 28     | 13          | 一切都會消失         | 伊萊恩·蒙堅恩                | 克里斯蒂·科澤克                  | 2022年6月7日  | T13.23263 | 0.71                  |
| 29     | 14          | 奇異的世界之戰       | 席林·喬克賽                  | 麥可·納杜奇                      | 2022年6月21日 | T13.23264 | 待定                  |
| 30     | 15          | 等待超人             | 格雷戈里·史密斯              | 布蘭特·佛萊奇＆托德·赫爾賓       | 2022年6月28日 | T13.23265 | 待定                  |

## 演員與角色

### 主要角色
- 泰勒·霍奇林 飾演 凱·艾爾／克拉克·肯特／超人（Kal-El / Clark Kent / Superman）[16]

霍奇林還飾演比扎羅，丹尼爾·寇德摩爾飾演身著裝甲時的該角色
- 伊麗莎白·圖諾克 飾演 露易絲·蓮恩（Lois Lane）[16]

圖諾克還飾演另一個地球中的露易絲·蓮恩
- 喬丹·艾爾薩斯（英语：Jordan Elsass） 飾演 喬納森·肯特（英语：Jon Kent (DC Comics)）[17]

- 亞歷克斯·加芬（英语：Alex Garfin） 飾演 喬丹·肯特（Jordan Kent）[17]

- 艾瑞克·瓦爾迪茲（英语：Erik Valdez） 飾演 凱爾·庫欣[17]

- 因德·納瓦雷特（英语：Inde Navarrette） 飾演 莎拉·庫欣[17]

- 沃爾·帕克斯 飾演 約翰·亨利·艾朗[17]

- 埃曼紐爾·施萊琪 飾演 拉娜·朗·庫欣（英语：Sarah Cushing）[17]

- 泰勒·巴克（英语：Tayler Buck） 飾演 娜塔莉·艾朗（英语：Natasha Irons）[18]

- 蘇菲亞·哈斯米克（英语：Sofia Hasmik） 飾演 克莉絲·貝波[19]

- 迪倫·沃爾什 飾演 塞繆爾·蓮恩（英语：Sam Lane (comics)）

### 常設角色
- 沃恩·李（英语：Wern Lee） 飾演 塔格·哈里斯

- 伊恩·鮑漢（英语：Ian Bohen） 飾演 米奇·安德森[20]

- 薩曼莎·迪弗朗西斯科 飾演 坎迪絲·佩爾甘德

- 瑪瑞娜·克拉維諾（英语：Mariana Klaveno） 飾演 蘿拉·凡·艾爾（英语：Lara (character)）

- 珍娜·戴溫 飾演 露西·蓮恩（英语：Lucy Lane）[21]

- 萊亞·吉斯特德（英语：Rya Kihlstedt） 飾演 艾莉·奧爾斯頓（英语：Parasite (comics)）

- 史蒂芬妮·趙 飾演 艾琳·吳

### 客串角色
- 黛西·托梅（英语：Daisy Tormé） 聲演 人工智慧設備

- 內森·維特 飾演 丹尼爾·哈特

- 莉亞·王 飾演 艾米麗·潘

- 丹尼·沃特利（英语：Danny Wattley） 飾演 蓋恩斯

- 贊恩·克利福德（英语：Zane Clifford） 飾演 蒂米·萊恩

- 奥斯丁·奧比亞容華（英语：Austin Obiajunwa） 飾演 馬爾科姆·蒂格

- 弗里齊·克萊文斯-德斯蒂尼（英语：Fritzy Clevens-Destiny） 飾演 西恩·史密斯

- 帕維爾·羅馬諾（英语：Pavel Romano） 飾演 科里·韋爾尼茲

- 肖恩·斯圖爾特 飾演 加斯帕·湯斯

- 迪·傑伊·傑克遜（英语：Dee Jay Jackson） 飾演 科布·布蘭登

- 艾瑞克·肯利賽德（英语：Eric Keenleyside） 飾演 喬治·迪恩

- 亞當·雷納 飾演 塔爾·羅

- 肖·麥德森 飾演 菲利普·卡諾斯基（英语：Barrage (comics)）

- 凱薩琳·羅格·哈格奎斯特（英语：Catherine Lough Haggquist） 飾演 基特·福克納博士

- 約瑟琳·皮卡德（英语：Joselyn Picard） 飾演 蘇菲·庫欣

- 朱列·阿瑪拉（英语：Djouliet Amara） 飾演 奧布里（Aubrey）[22]

## 製作

### 開發
2019年10月，CW電視網宣佈開發影集，執行製片人包括托德·赫爾賓、葛瑞格·貝蘭提、莎拉·謝克特和傑夫·強斯，托德·赫爾賓同時執筆撰寫劇本，並擔當節目統籌。2021年3月2日，CW電視網宣佈預訂第二季。2022年1月，托德·赫爾賓透露經典反派角色毀滅日在本季第三集中正式登場。

### 選角
2019年10月，隨著CW宣佈開發製作影集，泰勒·霍奇林和伊麗莎白·圖諾克確定繼續出演標題角色「超人」克拉克·肯特和露易絲·蓮恩，兩人此前在電視劇《女超人》中客串出演相應角色。喬丹·艾爾薩斯和亞歷克斯·加芬分別回歸出演克拉克和露易絲和兒子喬納森和喬丹。艾瑞克·瓦爾迪茲回歸出演凱爾·庫欣。因德·納瓦雷特回歸出演莎拉·庫欣。沃爾·帕克斯回歸出演「鋼人」約翰·亨利·艾朗。埃曼紐爾·施萊琪回歸出演拉娜·朗·庫欣。迪倫·沃爾什回歸出演露易絲的父親塞繆爾·蓮恩。2021年6月，蘇菲亞·哈斯米克確定在第二季中被提升為常設主演。2021年8月，泰勒·巴克確定在第二季中被提升為常設主演。2021年10月，伊恩·鮑漢確定出演常設角色美國國防部中尉米奇·安德森，朱列·阿瑪拉客串出演斯莫維爾高中的新學生。同月，珍娜·戴溫確定回歸出演露易絲的妹妹露西·蓮恩，她此前在電視劇《女超人》中出演該角色。

### 拍攝
第二季於2021年9月14日在加拿大英屬哥倫比亞省的溫哥華開機拍攝。2022年4月20日，製作組開始拍攝季終集。第二季計劃於2022年5月4日殺青。

## 綠箭宇宙關聯情節
2021年5月，托德·赫爾賓表示希望在第二季中能夠有更多與綠箭宇宙其他影集的連動劇情。但在第二季開播後因其他因素而取消綠箭宇宙的連動計畫，在第一季播出時原本設定為與綠箭宇宙相同，屬於主地球(Earth-Prime)，但在第二季開播後更改設定為獨立世界觀，地球編號為Earth-TUD25

## 發行

### 電視播出
《超人與露易絲》第二季首播集於2022年1月11日播出，2022年6月21日完結。

## 迴響

### 收視
| 序 | 標題         | 播出日期      | 收視率/份額 （18–49歲） | 收視率變化 （%） | 收視人数 （百萬） | 收視人数變化 （%） | DVR收視率 （18–49歲） | DVR收視人数 （百萬） | 總收視率 （18–49歲） | 總收視人数 （百萬） |
| -- | ------------ | ------------- | ----------------------- | ---------------- | ----------------- | ------------------ | --------------------- | -------------------- | -------------------- | ------------------- |
| 1  | 危機四伏     | 2022年1月11日 | 0.23                    | −37.84▼          | 1.090             | −37.54▼            | 待定                  | 待定                 | 待定                 | 待定                |
| 2  | 親情紐帶     | 2022年1月18日 | 0.21                    | −8.7▼            | 1.099             | +0.83▲             | 待定                  | 待定                 | 待定                 | 待定                |
| 3  | 礦井裡的怪物 | 2022年1月25日 | 0.19                    | −9.52▼           | 0.904             | −17.74▼            | 待定                  | 待定                 | 待定                 | 待定                |
| 4  | 逆變方法     | 2022年2月1日  | 0.15                    | −21.05▼          | 0.781             | −13.61▼            | 待定                  | 待定                 | 待定                 | 待定                |
| 5  | 女大十八變   | 2022年2月22日 | 0.16                    | +6.67▲           | 0.791             | +1.28▲             | 待定                  | 待定                 | 待定                 | 待定                |
| 6  | 久經考驗     | 2022年3月1日  | 0.15                    | −6.25▼           | 0.761             | −3.79▼             | 待定                  | 待定                 | 待定                 | 待定                |
| 7  | 反英雄       | 2022年3月8日  | 0.13                    | −13.33▼          | 0.773             | +1.58▲             | 待定                  | 待定                 | 待定                 | 待定                |
| 8  | 進入虛無     | 2022年3月22日 | 0.13                    | ━                | 0.797             | +3.1▲              | 待定                  | 待定                 | 待定                 | 待定                |
| 9  | 三十天三十夜 | 2022年3月29日 | 0.11                    | −15.38▼          | 0.681             | −14.55▼            | 待定                  | 待定                 | 待定                 | 待定                |

## 備註
1. 1 2  首播集收視率/收視人數變化數值由該集與上一季首播集對比得出。

## 資料來源
1. ↑  White, Peter. . Deadline Hollywood. 2022-03-22  [2022-03-22]. （原始内容存档于2021-02-03） （美国英语）.
2. ↑  . The Futon Critic.   [2021-02-12]. （原始内容存档于2021-03-10） （美国英语）.
3. 1 2  Metcalf, Mitch. . Showbuzz Daily. 2022-01-12  [2022-01-12]. （原始内容存档于2022-01-24） （美国英语）.
4. 1 2  . 2022-01-19  [2022-01-21]. （原始内容存档于2022-06-16） （美国英语）.
5. 1 2  Metcalf, Mitch. . Showbuzz Daily. 2022-01-26  [2022-01-26]. （原始内容存档于2022-01-26） （美国英语）.
6. 1 2  Metcalf, Mitch. . Showbuzz Daily. 2022-02-02  [2022-02-02]. （原始内容存档于2022-02-03） （美国英语）.
7. 1 2  Metcalf, Mitch. . Showbuzz Daily. 2022-02-24  [2022-02-24]. （原始内容存档于2022-02-24） （美国英语）.
8. 1 2  Metcalf, Mitch. . Showbuzz Daily. 2022-03-02  [2022-03-02]. （原始内容存档于2022-03-02） （美国英语）.
9. 1 2  Metcalf, Mitch. . Showbuzz Daily. 2022-03-09  [2022-03-09]. （原始内容存档于2022-04-09） （美国英语）.
10. 1 2  Metcalf, Mitch. . Showbuzz Daily. 2022-03-23  [2022-03-23]. （原始内容存档于2022-03-23） （美国英语）.
11. 1 2  Metcalf, Mitch. . Showbuzz Daily. 2022-03-30  [2022-03-30]. （原始内容存档于2022-03-30） （美国英语）.
12. ↑  Metcalf, Mitch. . Showbuzz Daily. 2022-04-27  [2022-04-27]. （原始内容存档于2022-04-27） （美国英语）.
13. ↑  Metcalf, Mitch. . Showbuzz Daily. May 4, 2022  [May 4, 2022]. （原始内容存档于2022-05-04）.
14. ↑  Salem, Mitch. . Showbuzz Daily. June 2, 2022  [June 2, 2022]. （原始内容存档于2022-06-02）.
15. ↑  Salem, Mitch. . Showbuzz Daily. June 8, 2022  [June 8, 2022]. （原始内容存档于2022-06-09）.
16. 1 2 3 4  Otterson, Joe. . Variety. 2019-10-28  [2020-02-05]. （原始内容存档于2020-02-05） （美国英语）.
17. 1 2 3 4 5 6 7 8  Little, Sarah. . Cheatsheet. 2021-10-28  [2021-10-29]. （原始内容存档于2021-10-29） （美国英语）.
18. 1 2  Mitovich, Matt Webb. . TVLine. 2021-08-17  [2021-08-18]. （原始内容存档于2021-08-18） （美国英语）.
19. 1 2  Petski, Denise. . Deadline Hollywood. 2021-06-30  [2021-06-30]. （原始内容存档于2021-06-30） （美国英语）.
20. 1 2  Petski, Denise. . Deadline Hollywood. 2021-10-01  [2021-10-29]. （原始内容存档于2021-10-15） （美国英语）.
21. 1 2  Swift, Andy. . TVLine. 2021-10-29  [2021-10-29]. （原始内容存档于2021-10-29） （美国英语）.
22. 1 2  Cordero, Rosy. . Deadline Hollywood. 2021-10-14  [2021-10-29]. （原始内容存档于2021-10-19） （美国英语）.
23. ↑  . Writers Guild of America West.   [2021-10-24]. （原始内容存档于2021-10-27） （美国英语）.
24. ↑  Petski, Denise. . Deadline Hollywood. 2021-03-02  [2021-03-02]. （原始内容存档于2021-03-02） （美国英语）.
25. ↑  Klein, Brennan. . Screen Rant. 2022-01-12  [2022-01-17]. （原始内容存档于2022-01-17） （美国英语）.
26. ↑  Elizabeth Tulloch [@BitsieTulloch].  (推文). 2021-09-14  [2021-09-15] –Twitter （美国英语）.
27. ↑  Behbakht, Andy. . Screen Rant. 2022-04-20  [2022-04-26]. （原始内容存档于2022-06-16） （美国英语）.
28. ↑  Gittins, Susan. . Hollywood North Buzz. 2021-09-14  [2021-09-15]. （原始内容存档于2021-09-15） （美国英语）.
29. ↑   (PDF). Directors Guild of Canada. 2021-10-08  [2021-10-08]. （原始内容存档 (PDF)于2021-10-08） （加拿大英语）.
30. ↑  Swift, Andy. . TVLine. 2021-05-18  [2021-05-18]. （原始内容存档于2021-05-20） （美国英语）.
31. ↑  Swift, Andy. . TVLine. 2021-06-30  [2021-08-10]. （原始内容存档于2021-08-10） （美国英语）.
32. ↑  Mitovich, Matt Webb. . TVLine. 2021-11-05  [2021-11-05]. （原始内容存档于2021-11-05） （美国英语）.
33. ↑   (新闻稿). The CW. 2022-04-07 –The Futon Critic （美国英语）.
34. ↑  . TV Series Finale. 2022-01-12  [2022-01-13] （美国英语）.
35. ↑  . TV Series Finale. 2022-01-12  [2022-01-13] （美国英语）.

## 外部連結
- 《《超人與露易絲》第二季》各集列表 来自互联网电影数据库